# Hailu Yimenu
Hailu Yimenu (Ge'ez: ሃይሉ ይመኑ) (mort le 26 mai 1991) est un homme politique éthiopien, Premier ministre de la république populaire démocratique d'Éthiopie, du 8 novembre 1989 au 26 avril 1991.

## Biographie
En mai 1991, après avoir appris la chute du pouvoir de Mengistu Haile Mariam, il s'était réfugié à l'ambassade d'Italie à Addis-Abeba, accompagné du lieutenant-général Tesfaye Gebre Kidan, du ministre des Affaires étrangères Berhanu Bayeh et du chef d'état-major Addis Tedla. Tesfaye Dinka lui succéda.
Alors que les deux autres sont restés à l'ambassade pendant des années, Hailu s'est suicidé le 2 juin 1991, peu de temps après dans l'enceinte de l'ambassade. [1]
Après la mort du général Tesfaye treize ans plus tard, le 2 juin 2004, des rumeurs ont commencé à circuler, en raison du manque de précisions de l'ambassade sur le décès du général Tesfaye et du suicide de Hailu. Le gouvernement éthiopien a exigé des archives italiennes sur les incidents de ce mois.